# Ołeksij Barwinski
Ołeksij Dmytrowycz Barwinski, Aleksiej Dmitrijewicz Barwinski (ukr. Олексій Дмитрович Барвінський, ros. Алексей Дмитриевич Барвинский, ur. 4 kwietnia 1924 we wsi Zanfirowka w rejonie aleksandryjskim w obwodzie kirowohradzkim, zm. 14 lipca 1999 w Jałcie) – radziecki wojskowy i działacz partyjny, kapitan, Bohater Związku Radzieckiego (1943).

## Życiorys
Urodził się w ukraińskiej rodzinie chłopskiej. Był kursantem 14 charkowskiej specjalnej szkoły artylerii ewakuowanej po ataku Niemiec na ZSRR do Aktiubińska, po ukończeniu której w 1942 został żołnierzem Armii Czerwonej, następnie skierowano go do 1 Leningradzkiej Szkoły Artylerii, którą ukończył w 1943. W wojnie z Niemcami uczestniczył od marca 1943 jako naczelnik zwiadu dywizjonu artylerii, walczył na Froncie Stepowym, Woroneskim, 1 i 4 Ukraińskim. Jako dowódca plutonu w 691 pułku artylerii 237 Dywizji Piechoty 40 Armii Frontu Woroneskiego w stopniu porucznika wyróżnił się podczas bitwy o Dniepr w rejonie kaharłyckim w obwodzie kijowskimw nocy na 25 września 1943, ogniem baterii odpierając 5 kontrataków wroga. W latach 1944–1945 jako dowódca baterii artylerii brał udział w wyzwalaniu Ukrainy Prawobrzeżnej, Czechosłowacji i Polski, niejednokrotnie wyróżniając się w walkach, m.in. w Karpatach. W 1944 został członkiem WKP(b). Brał udział w Paradzie Zwycięstwa na Placu Czerwonym 24 czerwca 1945. W 1946 został zwolniony do rezerwy w stopniu kapitana, po czym udał się do miasta Nowokuźnieck, gdzie objął funkcję I sekretarza Komitetu Miejskiego Komsomołu. W 1956 ukończył Wyższą Szkołę Partyjną przy KC KPZR i został I sekretarzem Komitetu Miejskiego KPU w Krzemieńczuku, był delegatem na XXII Zjazd KPZR. W 1963 został dyrektorem szkoły średniej w Krzemieńczuku, później do 1980 był I sekretarzem Komitetu Miejskiego KPU kolejno w Kerczu i Jałcie, następnie został zastępcą naczelnika portu morskiego w Jałcie ds. kadr.

## Odznaczenia
- Złota Gwiazda Bohatera Związku Radzieckiego (24 grudnia 1943)
- Order Lenina
- Order Czerwonego Sztandaru
- Order Wojny Ojczyźnianej I klasy (dwukrotnie)
- Order „Znak Honoru” (dwukrotnie)

I medale ZSRR oraz czechosłowacki order.